# Michael Botticelli (patinador)
Michael Botticelli (Boston, Massachusetts; 10 de julio de 1959–28 de febrero de 2023) fue un patinador sobre hielo estadounidense que compitió en los Juegos Olímpicos de Invierno.

## Carrera
Junto a su compañera Sheryl Franks consiguió el tercer lugar del torneo nacional de Estados Unidos en cuatro ocasiones consecutivas de 1977 a 1980 y un tercer lugar en el Trofeo NHK de 1979/80 y un segundo lugar en el Trofeo Nebelhorn de 1978.
Participó en los Juegos Olímpicos de Lake Placid 1980 donde llegaron a la ronda final y finalizaron en séptimo lugar.

## Logros
| Evento               | 1971-72 | 1976-77 | 1977-78 | 1978-79 | 1979-80 |
| -------------------- | ------- | ------- | ------- | ------- | ------- |
| Winter Olympic Games |         |         |         |         | 7.º     |
| World Championships  |         | 9.º     | 9.º     | 9.º     | 10.º    |
| U.S. Championships   | 9.º     | 3.º     | 3.º     | 3.º     | 3.º     |
| Trofeo NHK           |         |         |         |         | 3.º     |
| Trofeo Nebelhorn     |         |         | 2.º     |         |         |